# Alessandro Geraldini
Alessandro Geraldini (1455, Amelia, Reino de Nápoles - 1525, Villa de Santo Domingo, Capitanía General de Santo Domingo) fue un erudito humanista del Renacimiento.   

## Biografía
A finales de 1400, en la corte española de Fernando el Católico e Isabel I de Castilla, fue copero y capellán mayor de la reina y preceptor de las infantas. Luego fue confesor de la reina Catalina de Inglaterra (hija de la reina Isabel).
Conocido por su apoyo a Cristóbal Colón, Geraldini fue designado por el papa León X como obispo de Santo Domingo el 23 de noviembre del año 1516, asumiendo el gobierno de la iglesia local el 6 de octubre de 1519, como primer obispo residente de esta Ciudad Primada de América.
Fue impulsor de la construcción de la Catedral Primada de América (Catedral Basílica Metropolitana de Nuestra Señora Santa María de la Encarnación o Anunciación), en donde reposan sus restos.
Murió en 1524, en Santo Domingo. Se lo considera como el primer intelectual europeo establecido en las Américas.
Desde septiembre de 2019, para celebrar los 500 años de su llegada a Santo Domingo como primer obispo residente, la Embajada de Italia en Santo Domingo organizó un amplio programa de actividades culturales, que se extendió hasta marzo de 2020 en la capital dominicana.
En el marco de estas celebraciones, también fue instituida la Cátedra Alessandro Geraldini, creada entre la Embajada de Italia y la Pontificia Universidad Católica Madre y Maestra (PUCMM) para impulsar los estudios dominico-italianos.